# Top Gear Hyper Bike
Top Gear Hyper-Bike é um jogo de corrida de motocicleta para Nintendo 64, desenvolvido pela Snowblind Studios e publicada pela Kemco. O jogo foi lançado em 2000.